# 미학 오디세이
미학 오디세이는 진중권이 쓴 미학에 관한 소개서로 총3권까지 출판되었다.
10년에 걸쳐 완간된 청소년을 위한 대중교양서이다. 1편과 2편은 '90년대를 빛낸 100권의 책'으로 선정된 바 있다. 지금까지 50만부 이상이 팔린 것으로 알려져 있다.

## 구성
- 1편, 에셔와 함께 탐험하는 아름다움의 세계1994년 초판.

- 2편, 마그리트와 함께 탐험하는 아름다움의 세계1994년 초판.

- 3편, 피라네시와 함께 탐험하는 아름다움의 세계2004년 발간. 근대를 지나 탈근대의 미학을 다룬다. 독일의 벤야민, 하이데거, 아도르노 등과 프랑스의 푸코, 데리다, 들뢰즈, 리오타르 등을 소개하면서 미학 오디세이를 완결한다.

## 초판과 개정판
2003년 1편과 2편을 개정증보하여 다시 펴냈다. 저작료를 지불한 그림이 추가되었고, 그림 및 글의 편집 상태가 더 깔끔하고 세련되게 바뀌었다. '그림읽기 페이지'도 추가되었다.